# Rondas clasificatorias de la Copa de la Reina de fútbol sala 2023
Las diferentes rondas clasificatorias de la Copa de la Reina de fútbol sala 2023 tuvo lugar del 17 de septiembre de 2022 hasta de mayo de 2023 con la final para decidir el equipo campeón de esta edición. Un total de 47 equipos participaron en estas rondas.

## Cuadro de Eliminatorias
|  | Dieciseisavos de final | Dieciseisavos de final | Dieciseisavos de final |                        |                        | Octavos de final       | Octavos de final | Octavos de final |  |                        | Cuartos de final       | Cuartos de final | Cuartos de final |  |          | Semifinales | Semifinales | Semifinales |  |        | Final  | Final | Final |  |
|  |                        |                        |                        |                        |                        |                        |                  |                  |  |                        |                        |                  |                  |  |          |             |             |             |  |        |        |       |       |  |
|  |                        |                        |                        |                        |                        |                        |                  |                  |  |                        |                        |                  |                  |  |          |             |             |             |  |        |        |       |       |  |
|  | Rodiles                | Rodiles                | 5                      |                        |                        |                        |                  |                  |  |                        |                        |                  |                  |  |          |             |             |             |  |        |        |       |       |  |
|  | Rodiles                | Rodiles                | 5                      |                        |                        |                        |                  |                  |  |                        |                        |                  |                  |  |          |             |             |             |  |        |        |       |       |  |
|  | Leganés                | Leganés                | 4                      |                        |                        |                        |                  |                  |  |                        |                        |                  |                  |  |          |             |             |             |  |        |        |       |       |  |
|  | Leganés                | Leganés                | 4                      |                        | Rodiles                | Rodiles                | 4                |                  |  |                        |                        |                  |                  |  |          |             |             |             |  |        |        |       |       |  |
|  |                        |                        |                        |                        | Rodiles                | Rodiles                | 4                |                  |  |                        |                        |                  |                  |  |          |             |             |             |  |        |        |       |       |  |
|  |                        |                        | Alcorcón               | Alcorcón               | 5                      |                        |                  |                  |  |                        |                        |                  |                  |  |          |             |             |             |  |        |        |       |       |  |
|  | Valdetires Ferrol      | Valdetires Ferrol      | Alcorcón               | Alcorcón               | 5                      | 1                      |                  |                  |  |                        |                        |                  |                  |  |          |             |             |             |  |        |        |       |       |  |
|  | Valdetires Ferrol      | Valdetires Ferrol      |                        |                        |                        |                        |                  |                  |  |                        |                        |                  |                  |  |          |             |             |             |  |        |        |       |       |  |
|  | Alcorcón               | Alcorcón               | 4                      |                        |                        |                        |                  |                  |  |                        |                        |                  |                  |  |          |             |             |             |  |        |        |       |       |  |
|  | Alcorcón               | Alcorcón               | 4                      |                        |                        |                        |                  |                  |  | Alcorcón               | Alcorcón               | 10               |                  |  |          |             |             |             |  |        |        |       |       |  |
|  |                        |                        |                        |                        |                        |                        |                  |                  |  | Alcorcón               | Alcorcón               | 10               |                  |  |          |             |             |             |  |        |        |       |       |  |
|  |                        |                        | Teldeportivo           | Teldeportivo           | 0                      |                        |                  |                  |  |                        |                        |                  |                  |  |          |             |             |             |  |        |        |       |       |  |
|  | CN Caldes              | CN Caldes              | Teldeportivo           | Teldeportivo           | 0                      | 0                      |                  |                  |  |                        |                        |                  |                  |  |          |             |             |             |  |        |        |       |       |  |
|  | CN Caldes              | CN Caldes              |                        |                        |                        |                        |                  |                  |  |                        |                        |                  |                  |  |          |             |             |             |  |        |        |       |       |  |
|  | Teldeportivo           | Teldeportivo           | 1                      |                        |                        |                        |                  |                  |  |                        |                        |                  |                  |  |          |             |             |             |  |        |        |       |       |  |
|  | Teldeportivo           | Teldeportivo           | 1                      |                        | Teldeportivo           | Teldeportivo           | 2                |                  |  |                        |                        |                  |                  |  |          |             |             |             |  |        |        |       |       |  |
|  |                        |                        |                        |                        | Teldeportivo           | Teldeportivo           | 2                |                  |  |                        |                        |                  |                  |  |          |             |             |             |  |        |        |       |       |  |
|  |                        |                        | Viaxes Amarelle        | Viaxes Amarelle        | 0                      |                        |                  |                  |  |                        |                        |                  |                  |  |          |             |             |             |  |        |        |       |       |  |
|  | Chiloeches             | Chiloeches             | Viaxes Amarelle        | Viaxes Amarelle        | 0                      | 3                      |                  |                  |  |                        |                        |                  |                  |  |          |             |             |             |  |        |        |       |       |  |
|  | Chiloeches             | Chiloeches             |                        |                        |                        |                        |                  |                  |  |                        |                        |                  |                  |  |          |             |             |             |  |        |        |       |       |  |
|  | Viaxes Amarelle        | Viaxes Amarelle        | 6                      |                        |                        |                        |                  |                  |  |                        |                        |                  |                  |  |          |             |             |             |  |        |        |       |       |  |
|  | Viaxes Amarelle        | Viaxes Amarelle        | 6                      |                        |                        |                        |                  |                  |  |                        |                        |                  |                  |  | Alcorcón | Alcorcón    | 1           |             |  |        |        |       |       |  |
|  |                        |                        |                        |                        |                        |                        |                  |                  |  |                        |                        |                  |                  |  | Alcorcón | Alcorcón    | 1           |             |  |        |        |       |       |  |
|  |                        |                        | Burela                 | Burela                 | 6                      |                        |                  |                  |  |                        |                        |                  |                  |  |          |             |             |             |  |        |        |       |       |  |
|  | Cidade As Burgas       | Cidade As Burgas       | Burela                 | Burela                 | 6                      | 3                      |                  |                  |  |                        |                        |                  |                  |  |          |             |             |             |  |        |        |       |       |  |
|  | Cidade As Burgas       | Cidade As Burgas       |                        |                        |                        |                        |                  |                  |  |                        |                        |                  |                  |  |          |             |             |             |  |        |        |       |       |  |
|  | Alcantarilla           | Alcantarilla           | 3                      |                        |                        |                        |                  |                  |  |                        |                        |                  |                  |  |          |             |             |             |  |        |        |       |       |  |
|  | Alcantarilla           | Alcantarilla           | 3                      |                        | Alcantarilla           | Alcantarilla           | 2                |                  |  |                        |                        |                  |                  |  |          |             |             |             |  |        |        |       |       |  |
|  |                        |                        |                        |                        | Alcantarilla           | Alcantarilla           | 2                |                  |  |                        |                        |                  |                  |  |          |             |             |             |  |        |        |       |       |  |
|  |                        |                        | Burela                 | Burela                 | 3                      |                        |                  |                  |  |                        |                        |                  |                  |  |          |             |             |             |  |        |        |       |       |  |
|  | AE Penya Esplugues     | AE Penya Esplugues     | Burela                 | Burela                 | 3                      | 0                      |                  |                  |  |                        |                        |                  |                  |  |          |             |             |             |  |        |        |       |       |  |
|  | AE Penya Esplugues     | AE Penya Esplugues     |                        |                        |                        |                        |                  |                  |  |                        |                        |                  |                  |  |          |             |             |             |  |        |        |       |       |  |
|  | Burela                 | Burela                 | 7                      |                        |                        |                        |                  |                  |  |                        |                        |                  |                  |  |          |             |             |             |  |        |        |       |       |  |
|  | Burela                 | Burela                 | 7                      |                        |                        |                        |                  |                  |  | Burela                 | Burela                 | 4                |                  |  |          |             |             |             |  |        |        |       |       |  |
|  |                        |                        |                        |                        |                        |                        |                  |                  |  | Burela                 | Burela                 | 4                |                  |  |          |             |             |             |  |        |        |       |       |  |
|  |                        |                        | Móstoles               | Móstoles               | 2                      |                        |                  |                  |  |                        |                        |                  |                  |  |          |             |             |             |  |        |        |       |       |  |
|  | Les Corts AE           | Les Corts AE           | Móstoles               | Móstoles               | 2                      | 2                      |                  |                  |  |                        |                        |                  |                  |  |          |             |             |             |  |        |        |       |       |  |
|  | Les Corts AE           | Les Corts AE           |                        |                        |                        |                        |                  |                  |  |                        |                        |                  |                  |  |          |             |             |             |  |        |        |       |       |  |
|  | Ourense                | Ourense                | 6                      |                        |                        |                        |                  |                  |  |                        |                        |                  |                  |  |          |             |             |             |  |        |        |       |       |  |
|  | Ourense                | Ourense                | 6                      |                        | Ourense                | Ourense                | 2                |                  |  |                        |                        |                  |                  |  |          |             |             |             |  |        |        |       |       |  |
|  |                        |                        |                        |                        | Ourense                | Ourense                | 2                |                  |  |                        |                        |                  |                  |  |          |             |             |             |  |        |        |       |       |  |
|  |                        |                        | Móstoles               | Móstoles               | 5                      |                        |                  |                  |  |                        |                        |                  |                  |  |          |             |             |             |  |        |        |       |       |  |
|  | Promesas EDF           | Promesas EDF           | Móstoles               | Móstoles               | 5                      | 1                      |                  |                  |  |                        |                        |                  |                  |  |          |             |             |             |  |        |        |       |       |  |
|  | Promesas EDF           | Promesas EDF           |                        |                        |                        |                        |                  |                  |  |                        |                        |                  |                  |  |          |             |             |             |  |        |        |       |       |  |
|  | Móstoles               | Móstoles               | 7                      |                        |                        |                        |                  |                  |  |                        |                        |                  |                  |  |          |             |             |             |  |        |        |       |       |  |
|  | Móstoles               | Móstoles               | 7                      |                        |                        |                        |                  |                  |  |                        |                        |                  |                  |  |          |             |             |             |  | Burela | Burela | 3     |       |  |
|  |                        |                        |                        |                        |                        |                        |                  |                  |  |                        |                        |                  |                  |  |          |             |             |             |  | Burela | Burela | 3     |       |  |
|  |                        |                        | Roldán                 | Roldán                 | 2                      |                        |                  |                  |  |                        |                        |                  |                  |  |          |             |             |             |  |        |        |       |       |  |
|  | At Torcal              | At Torcal              | Roldán                 | Roldán                 | 2                      | 4                      |                  |                  |  |                        |                        |                  |                  |  |          |             |             |             |  |        |        |       |       |  |
|  | At Torcal              | At Torcal              |                        |                        |                        |                        |                  |                  |  |                        |                        |                  |                  |  |          |             |             |             |  |        |        |       |       |  |
|  | Joventut d'Elx         | Joventut d'Elx         | 2                      |                        |                        |                        |                  |                  |  |                        |                        |                  |                  |  |          |             |             |             |  |        |        |       |       |  |
|  | Joventut d'Elx         | Joventut d'Elx         | 2                      |                        | At Torcal              | At Torcal              | 3                |                  |  |                        |                        |                  |                  |  |          |             |             |             |  |        |        |       |       |  |
|  |                        |                        |                        |                        | At Torcal              | At Torcal              | 3                |                  |  |                        |                        |                  |                  |  |          |             |             |             |  |        |        |       |       |  |
|  |                        |                        | Marín                  | Marín                  | 6                      |                        |                  |                  |  |                        |                        |                  |                  |  |          |             |             |             |  |        |        |       |       |  |
|  | Feme Castellón         | Feme Castellón         | Marín                  | Marín                  | 6                      | 3                      |                  |                  |  |                        |                        |                  |                  |  |          |             |             |             |  |        |        |       |       |  |
|  | Feme Castellón         | Feme Castellón         |                        |                        |                        |                        |                  |                  |  |                        |                        |                  |                  |  |          |             |             |             |  |        |        |       |       |  |
|  | Marín                  | Marín                  | 5                      |                        |                        |                        |                  |                  |  |                        |                        |                  |                  |  |          |             |             |             |  |        |        |       |       |  |
|  | Marín                  | Marín                  | 5                      |                        |                        |                        |                  |                  |  | Marín                  | Marín                  | 1                |                  |  |          |             |             |             |  |        |        |       |       |  |
|  |                        |                        |                        |                        |                        |                        |                  |                  |  | Marín                  | Marín                  | 1                |                  |  |          |             |             |             |  |        |        |       |       |  |
|  |                        |                        | Roldán                 | Roldán                 | 2                      |                        |                  |                  |  |                        |                        |                  |                  |  |          |             |             |             |  |        |        |       |       |  |
|  | Almagro                | Almagro                | Roldán                 | Roldán                 | 2                      | 5                      |                  |                  |  |                        |                        |                  |                  |  |          |             |             |             |  |        |        |       |       |  |
|  | Almagro                | Almagro                |                        |                        |                        |                        |                  |                  |  |                        |                        |                  |                  |  |          |             |             |             |  |        |        |       |       |  |
|  | Sala Zaragoza          | Sala Zaragoza          | 3                      |                        |                        |                        |                  |                  |  |                        |                        |                  |                  |  |          |             |             |             |  |        |        |       |       |  |
|  | Sala Zaragoza          | Sala Zaragoza          | 3                      |                        | Almagro                | Almagro                | 0                |                  |  |                        |                        |                  |                  |  |          |             |             |             |  |        |        |       |       |  |
|  |                        |                        |                        |                        | Almagro                | Almagro                | 0                |                  |  |                        |                        |                  |                  |  |          |             |             |             |  |        |        |       |       |  |
|  |                        |                        | Roldán                 | Roldán                 | 1                      |                        |                  |                  |  |                        |                        |                  |                  |  |          |             |             |             |  |        |        |       |       |  |
|  | CD Segosala            | CD Segosala            | Roldán                 | Roldán                 | 1                      | 1                      |                  |                  |  |                        |                        |                  |                  |  |          |             |             |             |  |        |        |       |       |  |
|  | CD Segosala            | CD Segosala            |                        |                        |                        |                        |                  |                  |  |                        |                        |                  |                  |  |          |             |             |             |  |        |        |       |       |  |
|  | Roldán                 | Roldán                 | 2                      |                        |                        |                        |                  |                  |  |                        |                        |                  |                  |  |          |             |             |             |  |        |        |       |       |  |
|  | Roldán                 | Roldán                 | 2                      |                        |                        |                        |                  |                  |  |                        |                        |                  |                  |  | Roldán   | Roldán      | 4           |             |  |        |        |       |       |  |
|  |                        |                        |                        |                        |                        |                        |                  |                  |  |                        |                        |                  |                  |  | Roldán   | Roldán      | 4           |             |  |        |        |       |       |  |
|  |                        |                        | Futsi At. Navalcarnero | Futsi At. Navalcarnero | 2                      |                        |                  |                  |  |                        |                        |                  |                  |  |          |             |             |             |  |        |        |       |       |  |
|  | El Ejido               | El Ejido               | Futsi At. Navalcarnero | Futsi At. Navalcarnero | 2                      | 2                      |                  |                  |  |                        |                        |                  |                  |  |          |             |             |             |  |        |        |       |       |  |
|  | El Ejido               | El Ejido               |                        |                        |                        |                        |                  |                  |  |                        |                        |                  |                  |  |          |             |             |             |  |        |        |       |       |  |
|  | Futsi At. Navalcarnero | Futsi At. Navalcarnero | 13                     |                        |                        |                        |                  |                  |  |                        |                        |                  |                  |  |          |             |             |             |  |        |        |       |       |  |
|  | Futsi At. Navalcarnero | Futsi At. Navalcarnero | 13                     |                        | Futsi At. Navalcarnero | Futsi At. Navalcarnero | 5                |                  |  |                        |                        |                  |                  |  |          |             |             |             |  |        |        |       |       |  |
|  |                        |                        |                        |                        | Futsi At. Navalcarnero | Futsi At. Navalcarnero | 5                |                  |  |                        |                        |                  |                  |  |          |             |             |             |  |        |        |       |       |  |
|  |                        |                        | Poio                   | Poio                   | 1                      |                        |                  |                  |  |                        |                        |                  |                  |  |          |             |             |             |  |        |        |       |       |  |
|  | Luis de Camoens        | Luis de Camoens        | Poio                   | Poio                   | 1                      | 0                      |                  |                  |  |                        |                        |                  |                  |  |          |             |             |             |  |        |        |       |       |  |
|  | Luis de Camoens        | Luis de Camoens        |                        |                        |                        |                        |                  |                  |  |                        |                        |                  |                  |  |          |             |             |             |  |        |        |       |       |  |
|  | Poio                   | Poio                   | 7                      |                        |                        |                        |                  |                  |  |                        |                        |                  |                  |  |          |             |             |             |  |        |        |       |       |  |
|  | Poio                   | Poio                   | 7                      |                        |                        |                        |                  |                  |  | Futsi At. Navalcarnero | Futsi At. Navalcarnero | 2                |                  |  |          |             |             |             |  |        |        |       |       |  |
|  |                        |                        |                        |                        |                        |                        |                  |                  |  | Futsi At. Navalcarnero | Futsi At. Navalcarnero | 2                |                  |  |          |             |             |             |  |        |        |       |       |  |
|  |                        |                        | Torreblanca Melilla    | Torreblanca Melilla    | 2                      |                        |                  |                  |  |                        |                        |                  |                  |  |          |             |             |             |  |        |        |       |       |  |
|  | Puertollano            | Puertollano            | Torreblanca Melilla    | Torreblanca Melilla    | 2                      | 4                      |                  |                  |  |                        |                        |                  |                  |  |          |             |             |             |  |        |        |       |       |  |
|  | Puertollano            | Puertollano            |                        |                        |                        |                        |                  |                  |  |                        |                        |                  |                  |  |          |             |             |             |  |        |        |       |       |  |
|  | Rayo Majadahonda       | Rayo Majadahonda       | 3                      |                        |                        |                        |                  |                  |  |                        |                        |                  |                  |  |          |             |             |             |  |        |        |       |       |  |
|  | Rayo Majadahonda       | Rayo Majadahonda       | 3                      |                        | Puertollano            | Puertollano            | 1                |                  |  |                        |                        |                  |                  |  |          |             |             |             |  |        |        |       |       |  |
|  |                        |                        |                        |                        | Puertollano            | Puertollano            | 1                |                  |  |                        |                        |                  |                  |  |          |             |             |             |  |        |        |       |       |  |
|  |                        |                        | Torreblanca Melilla    | Torreblanca Melilla    | 6                      |                        |                  |                  |  |                        |                        |                  |                  |  |          |             |             |             |  |        |        |       |       |  |
|  | Intersala Promesas     | Intersala Promesas     | Torreblanca Melilla    | Torreblanca Melilla    | 6                      | 1                      |                  |                  |  |                        |                        |                  |                  |  |          |             |             |             |  |        |        |       |       |  |
|  | Intersala Promesas     | Intersala Promesas     |                        |                        |                        |                        |                  |                  |  |                        |                        |                  |                  |  |          |             |             |             |  |        |        |       |       |  |
|  | Torreblanca Melilla    | Torreblanca Melilla    | 4                      |                        |                        |                        |                  |                  |  |                        |                        |                  |                  |  |          |             |             |             |  |        |        |       |       |  |
|  | Torreblanca Melilla    | Torreblanca Melilla    | 4                      |                        |                        |                        |                  |                  |  |                        |                        |                  |                  |  |          |             |             |             |  |        |        |       |       |  |
|  |                        |                        |                        |                        |                        |                        |                  |                  |  |                        |                        |                  |                  |  |          |             |             |             |  |        |        |       |       |  |

## Treintaidosavos de final
Disputaron la primera ronda del torneo los 31 equipos de Segunda División. Los emparejamientos se decidieron por proximidad y se sorteó quien ejercía como local, el sorteo se celebró el 9 de septiembre de 2022 en la Ciudad del Fútbol de Las Rozas. La eliminatoria se jugó a partido único el 17 de septiembre de 2022.

### Cuadro
| Local                           | Resultado    | Visitante                        |
| ------------------------------- | ------------ | -------------------------------- |
| Spring Cider Rodiles FSF        | Exento       |                                  |
| UDC Txantrea KKE                | 1–2 (t. s.)  | CD Promesas EDF                  |
| Valdetires Ferrol FSF           | 4–4 (4:3 p.) | FSF O Castro                     |
| Cidade de As Burgas GLS         | 3–2          | CD Mosteiro Bembrive FS          |
| FS Castelldefels Assesoría Pear | 0–2          | AE Penya Esplugues               |
| AD Intersala 10 Zaragoza        | 4–0          | Cesar Augusta FSF                |
| CN Caldes                       | 5–2          | CD La Concordia                  |
| Mecanoviga Eixample FS          | 3–2          | Les Corts AE                     |
| Feme Castellón CFS              | 2–1          | Xaloc Alicante FS                |
| Desguaces París La Algaida FS   | 3–5          | Mabe CD El Ejido Futsal          |
| Nueces de Ronda Atlético Torcal | 6–1          | Martos FS Jaén Paraíso Interior  |
| CD IES Luis de Camoens          | 4–0          | Guadalcacín FSF                  |
| Deportivo Córdoba Cajasur FS    | 1–2          | Merkocash Salesianos Puertollano |
| Unami                           | 0–2          | CD Segosala                      |
| CD Chiloeches                   | 3–2          | CSF San Fernando                 |
| Almagro FS                      | 6–2          | CD Básico Rivas Futsal           |

### Partidos

#### Txantrea - Promesas EDF
| 17 de septiembre de 2022, 12:00 (UTC+2) | UDC Txantrea KKE | 1:2 (0:1) (t. s.) | CD Promesas EDF                    | Arrosadía, Pamplona |  |
|                                         | Eider Goñi 32'   | Reporte           | Rocío García 5' · Sara Hernáez 44' |                     |  |

#### Valdetires Ferrol - O Castro
| 17 de septiembre de 2022, 18:00 (UTC+2)                                      | Valdetires Ferrol FSF                                             | 4:4 (2:1) (t. s.)(4:3 p.)  | FSF O Castro                                                           | Esteiro, Ferrol |  |
|                                                                              | Pipi 8' · Carolina 9' · Sheila 31' 33'                            |                            | Raquel Rodríguez 18' 38' · Carmen Ceide 25' · Irene 36'                |                 |  |
|                                                                              |                                                                   | Tiros desde el punto penal |                                                                        |                 |  |
|                                                                              | Carolina Senra · Laura Díaz · Lucía Rivas · Pipi · Erika González |                            | Cami Gadeia · Patri Corral · Antía Martínez · Irene Suárez · Ana López |                 |  |
| Se clasifica el Valdetires Ferrol después de disputar una tanda de penaltis. |                                                                   |                            |                                                                        |                 |  |

#### Cidade As Burgas - Bembrive
| 17 de septiembre de 2022, 17:00 (UTC+2) | Cidade de As Burgas GLS     | 3:2 (2:1) | CD Mosteiro Bembrive FS          | Os Remedios, Orense |  |
|                                         | Sol 2' 33' · Ana Lastra 13' |           | Claudia Martínez 5' · Sabela 33' |                     |  |

#### Castelldefels - Esplugues
| 17 de septiembre de 2022, 18:15 (UTC+2) | FS Castelldefels Assesoría Pear | 0:2 (0:1) | AE Penya Esplugues               | Can Roca, Castelldefels |  |
|                                         |                                 |           | Irina Godó 4' · Mireia Gómez 23' |                         |  |

#### Intersala Zaragoza - Cesar Augusta
| 17 de septiembre de 2022, 19:00 (UTC+2) | AD Intersala 10 Zaragoza                              | 4:0 (1:0) | Cesar Augusta FSF | La Granja, Zaragoza |  |
|                                         | Sarah Oliveira 11' 23' · Andrea 24' · Paula Pérez 39' |           |                   |                     |  |

#### Caldes - La Concordia
| 17 de septiembre de 2022, 16:00 (UTC+2) | CN Caldes                                                     | 5:2 (3:1) | CD La Concordia                           | Bugaray, Caldas de Montbui |  |
|                                         | Claudia Prats 9' · Sandra García 19' 20' 40' · Ona Solans 38' |           | Paula Cantallops 10' · Olga Gutiérrez 34' |                            |  |

#### Eixample - Corts
| 18 de septiembre de 2022, 13:15 (UTC+2) | Mecanoviga Eixample FS            | 3:2 (0:0) | Les Corts AE           | Santa Isabel, Barcelona |  |
|                                         | Kautar 26' · Iris 37' · Marta 40' |           | Silvia 25' · Laura 40' |                         |  |

#### Feme Castellón - Xaloc Alicante
| 17 de septiembre de 2022, 19:00 (UTC+2) | Feme Castellón CFS   | 2:1 (1:1) | Xaloc Alicante FS | Chencho, Castellón de la Plana |  |
|                                         | Rocío 15' · Yana 40' |           | Laura García 4'   |                                |  |

#### Algaida - Ejido
| 17 de septiembre de 2022, 17:00 (UTC+2) | Desguaces París La Algaida FS    | 3:5 (1:3) | Mabe CD El Ejido Futsal                                          | Joaquín López, La Algaida |  |
|                                         | Paola 9' · Lucía 27' · Paula 31' |           | Gador 2' · Marina 12' · Ángela Roda 18' 39' · Paula Anabella 23' |                           |  |

#### At Torcal - Martos
| 17 de septiembre de 2022, 18:00 (UTC+2) | Nueces de Ronda Atlético Torcal                                                                | 6:1 (3:0) | Martos FS Jaén Paraíso Interior | Blas Infante, Alhaurín de la Torre |  |
|                                         | Cristi Sánchez 2' · Raquel Barea 16' 34' · Cecilia Zarzuela 17' · Eva González 25' · Kichy 27' |           | Ainoa Haro 21'                  |                                    |  |

#### Camoens - Guadalcacín
| 17 de septiembre de 2022, 18:30 (UTC+2) | CD IES Luis de Camoens                          | 4:0 (3:0) | Guadalcacín FSF | Guillermo Molina, Ceuta |  |
|                                         | Claudia Navas 12' 14' · Maura Scarletti 18' 35' | Reporte   |                 |                         |  |

#### Córdoba - Puertollano
| 17 de septiembre de 2022, 18:00 (UTC+2) | Deportivo Córdoba Cajasur FS | 1:2 (0:1) | Merkocash Salesianos Puertollano     | PMD Vista Alegre, Córdoba |  |
|                                         | Neiva 31'                    | Reporte   | Raquel Atencia 18' · Ana Ventoso 38' |                           |  |

#### Unami - Segosala
| 18 de septiembre de 2022, 11:00 (UTC+2) | Unami | 0:2 (0:1) | CD Segosala          | Pedro Delgado, Segovia |  |
|                                         |       | Reporte   | Eva 16' · Miriam 33' |                        |  |

#### Chiloeches - San Fernando
| 17 de septiembre de 2022, 16:30 (UTC+2) | CD Chiloeches                                                | 3:2 (0:0) | CSF San Fernando   | Mun. Chiloeches, Chiloeches |  |
|                                         | Blanca Gómez 24' · Elisa Elvira 36' · Noelia de la Heras 40' |           | Alba Muñoz 30' 38' |                             |  |

#### Almagro - Rivas
| 17 de septiembre de 2022, 17:00 (UTC+2) | Almagro FS                                                                                      | 6:2 (3:0) | CD Básico Rivas Futsal | Gemma Arenas, Almagro |  |
|                                         | Vicky 1' · Rebeca Culebras 3' · Raquel Abellán 12' · Mayte Martínez 25' 28' · Elena Azevedo 31' |           | Leti 30' · Estefi 32'  |                       |  |

## Dieciseisavos de final
Disputaron la primera ronda del torneo los 32 equipos de Primera y Segunda. El sorteo se celebró el 21 de septiembre de 2022 en la Ciudad del Fútbol de Las Rozas, y los emparejamientos son entre un equipo de primera división y uno de segunda, jugándose en el pabellón del club de menor categoría. La eliminatoria se jugó a partido único el 1 de noviembre de 2022.

### Cuadro
| Local                            | Resultado    | Visitante                          |
| -------------------------------- | ------------ | ---------------------------------- |
| AD Intersala 10 Zaragoza         | 1–4          | Melilla Sport Capital Torreblanca  |
| Spring Cider Rodiles FSF         | 5–4          | CD Leganés FS                      |
| Feme Castellón CFS               | 3–5          | Marín Futsal                       |
| Mabe CD El Ejido Futsal          | 2–13         | CD Futsi Atlético Navalcarnero     |
| Almagro FS                       | 5–3          | AD Sala Zaragoza FS                |
| AE Penya Esplugues               | 0–7          | Pescados Rubén Burela FS           |
| CN Caldes                        | 0–1          | Gran Canaria FSF Teldeportivo      |
| Nueces de Ronda Atlético Torcal  | 4–2          | Clínica Blasco Joventut d'Elx      |
| Valdetires Ferrol FSF            | 1–4          | Arriva AD Alcorcón FSF             |
| CD IES Luis de Camoens           | 0–7          | Poio Pescamar FS                   |
| Cidade de As Burgas GLS          | 3–3 (2:3 p.) | La Boca te Lía Futsal Alcantarilla |
| CD Segosala                      | 1–2          | STV Roldán                         |
| CD Chiloeches                    | 3–6          | Viaxes Amarelle FS                 |
| Merkocash Salesianos Puertollano | 4–3          | Rayo Majadahonda FSF/Afar4         |
| CD Promesas EDF                  | 1–7          | FSF Móstoles                       |
| Mecanoviga Eixample FS           | 2–6          | Ourense CF Envialia                |

### Partidos

#### Intersala Zaragoza - Torreblanca Melilla
| 1 de noviembre de 2022, 20:30 (UTC+1) | AD Intersala 10 Zaragoza | 1:4 (1:2) | Melilla Sport Capital Torreblanca           | Sergio Ibañez, Alagón |  |
|                                       | Titina 20'               | Reporte   | Bia 6' 22' · Thais Amaral 11' · Jhennif 28' |                       |  |

#### Rodiles - Leganés
| 1 de noviembre de 2022, 18:00 (UTC+1) | Spring Cider Rodiles FSF                        | 5:4 (3:1) | CD Leganés FS                                                | Manuel Busto, Villaviciosa |  |
|                                       | Jane 13' · Sonia 17' 18' 24' · María Casado 33' | Reporte   | Natalia Orive 14' · María Barcelona 22' · Lucía Guti 31' 36' |                            |  |

#### Feme Castellón - Marín
| 1 de noviembre de 2022, 12:00 (UTC+1) | Feme Castellón CFS         | 3:5 (0:3) | Marín Futsal                                              | Chencho, Castellón de la Plana |  |
|                                       | Nieves 25' 30' · Rocío 29' | Reporte   | Café 2' 14' · Ceci Puga 6' · Adriana 28' · Ale de Paz 38' |                                |  |

#### El Ejido - Atlético Navalcarnero
| 1 de noviembre de 2022, 12:00 (UTC+1) | Mabe CD El Ejido Futsal     | 2:13 (0:6) | CD Futsi Atlético Navalcarnero | Santa María del Águila, El Ejido |  |
|                                       | Ángela Roda 32' · Laura 36' | Reporte    | Lorrana 2' · Irene Córdoba 8' 20' · Ju Delgado 10' · Vane Sotelo 18' · Ame Romero 19' · Becha 24' 40' · Pilar Ros 27' 28' · Estefany 28' · María Sanz 32' · Ari 37' |                                  |  |

#### Almagro - Sala Zaragoza
| 1 de noviembre de 2022, 18:00 (UTC+1) | Almagro FS                                                         | 5:3 (4:2) | AD Sala Zaragoza FS                        | Gemma Arenas, Almagro |  |
|                                       | Rebeca Culebras 1' 6' · Marisa 2' · Raquel Abellán 15' · Vicky 40' | Reporte   | Giba 7' · Miriam Ruiz 18' · Laura Boix 31' |                       |  |

#### Esplugues - Burela
| 1 de noviembre de 2022, 12:00 (UTC+1) | AE Penya Esplugues | 0:7 (0:5) | Pescados Rubén Burela FS                                                             | Nou Can Vidalet, Esplugas de Llobregat |  |
|                                       |                    | Reporte   | Cilene 3' 32' · Emilly Marcondes 6' · Antía Pérez 10' · Irene Samper 12' · Dasha 38' |                                        |  |

#### Caldes - Teldeportivo
| 1 de noviembre de 2022, 11:00 (UTC+1) | CN Caldes | 0:1 (0:0) | Gran Canaria FSF Teldeportivo | Bugaray, Caldas de Montbui |  |
|                                       |           |           | Hinako 37'                    |                            |  |

#### At Torcal - Joventut d'Elx
| 1 de noviembre de 2022, 18:00 (UTC+1) | Nueces de Ronda Atlético Torcal                                        | 4:2 (2:1) | Clínica Blasco Joventut d'Elx | Guadaljaire, Málaga |  |
|                                       | Alejandra 7' · Carmen Jiménez 14' · Eva González 24' · Ana Mayoral 27' | Reporte   | Sasha 14' · Lydia 29'         |                     |  |

#### Valdetires Ferrol - Alcorcón
| 1 de noviembre de 2022, 12:00 (UTC+1) | Valdetires Ferrol FSF | 1:4 (1:2) | Arriva AD Alcorcón FSF                            | Esteiro, Ferrol |  |
|                                       | Pipi 5'               | Reporte   | Clau López 2' 19' · Aida de Miguel 33' · Alba 39' |                 |  |

#### Camoens - Poio Pescamar
| 1 de noviembre de 2022, 13:00 (UTC+1) | CD IES Luis de Camoens | 0:7 (0:5) | Poio Pescamar FS | Guillermo Molina, Ceuta |  |
|                                       |                        | Reporte   | Rocío Gómez 9' · Susana 11' · Luci Gómez 12' · Martita 13' · Dani Sousa 19' · Agostina Chiesa 30' · Marta Peñalver 32' |                         |  |

#### Cidade As Burgas - Alcantarilla
| 1 de noviembre de 2022, 12:00 (UTC+1)                                               | Cidade de As Burgas GLS                                             | 3:3 (1:1) (t. s.)(2:3 p.)  | La Boca te Lía Futsal Alcantarilla                      | Os Remedios, Orense |  |
|                                                                                     | Kiko 4' · Sonia Pacios 31' · Jessica 36'                            | Reporte                    | Marta de los Riscos 12' · Lucía 27' · Beth Carrasco 36' |                     |  |
|                                                                                     |                                                                     | Tiros desde el punto penal |                                                         |                     |  |
|                                                                                     | Sonia Pacios · Kiko · Ana Lastra · Jessica Schepens · Nerea Lorenzo |                            | Pao Cartagena · Raquelilla · Anita Pino · Miriam Zamora |                     |  |
| Se clasifica La Boca Te Lía Alcantarilla después de disputar una tanda de penaltis. |                                                                     |                            |                                                         |                     |  |

#### Segosala - Roldán
| 1 de noviembre de 2022, 13:00 (UTC+1) | CD Segosala | 1:2 (0:1) | STV Roldán                           | Pedro Delgado, Segovia |  |
|                                       | Laura 24'   | Reporte   | Mayte Mateo 17' · Noelia Montoro 27' |                        |  |

#### Chiloeches - Viaxes Amarelle
| 1 de noviembre de 2022, 12:00 (UTC+1) | CD Chiloeches                      | 3:6 (1:0) (t. s.) | Viaxes Amarelle FS                                              | Mun. Chiloeches, Chiloeches |  |
|                                       | Jessica 17' · Elisa 21' · Desi 33' | Reporte           | Carol Agulla 18' 33' 38' · Èlia 41' · Lau Doce 42' · Ketlin 44' |                             |  |

#### Puertollano - Rayo Majadahonda
| 1 de noviembre de 2022, 18:00 (UTC+1) | Merkocash Salesianos Puertollano             | 4:3 (2:0) | Rayo Majadahonda FSF/Afar4         | Santiago Cañizares, Puertollano |  |
|                                       | Laura Latorre 8' 31' · Pitxi 9' · Raquel 23' | Reporte   | Sofía 32' · Pitxi 35' · Mónica 36' |                                 |  |

#### Promesas EDF - Móstoles
| 1 de noviembre de 2022, 18:00 (UTC+1) | CD Promesas EDF | 1:7 (0:2) | FSF Móstoles                                                                             | Lobete, Logroño |  |
|                                       | Ángela 39'      | Reporte   | Silvia Carral 8' · Celia Jiménez 17' 31' · Alicia Benete Montufo 21' 32' 35' · María 23' |                 |  |

#### Eixample - Ourense Envialia
| 22 de octubre de 2022, 14:00 (UTC+1) | Mecanoviga Eixample FS     | 2:6 (1:3) | Ourense CF Envialia                                                                       | Santa Isabel, Barcelona |  |
|                                      | Alexandra 10' · Ariana 37' | Reporte   | Candela Soria 9' 28' · Jenny Lores 10' · Chiky 19' · María Arias 28' · Uxia Rodríguez 39' |                         |  |

## Octavos de final
La disputarán los 16 equipos clasificados de la ronda anterior, el sorteo se realizó el 3 de noviembre de 2022 en la Ciudad del Fútbol de Las Rozas, entre los equipos había 4 equipos de segunda división y 12 de primera, no pudiéndose enfrentar entre los equipos de segunda división.

### Cuadro
| Local                              | Resultado   | Visitante                         |
| ---------------------------------- | ----------- | --------------------------------- |
| Spring Cider Rodiles FSF           | 4–5         | Arriva AD Alcorcón FSF            |
| Merkocash Salesianos Puertollano   | 1–6         | Melilla Sport Capital Torreblanca |
| Nueces de Ronda Atlético Torcal    | 3–6         | Marín Futsal                      |
| Almagro FS                         | 0–1 (t. s.) | STV Roldán                        |
| CD Futsi Atlético Navalcarnero     | 5–1         | Poio Pescamar FS                  |
| La Boca te Lía Futsal Alcantarilla | 2–3 (t. s.) | Pescados Rubén Burela FS          |
| Gran Canaria FSF Teldeportivo      | 2–0         | Viaxes Amarelle FS                |
| Ourense CF Envialia                | 2–5         | FSF Móstoles                      |

### Partidos

#### Rodiles - Alcorcón
| 6 de diciembre de 2022, 18:15 (UTC+1) | Spring Cider Rodiles FSF                                | 4:5 (1:2) | Arriva AD Alcorcón FSF                                     | Manuel Busto, Villaviciosa |  |
|                                       | Paula Alonso 10' 24' · Sonia Alonso 23' · Bea Reyes 38' | Reporte   | Clau López 3' 22' · Marta Nuño 3' · Tania 22' · Albita 35' |                            |  |

#### Puertollano - Torreblanca Melilla
| 6 de diciembre de 2022, 17:30 (UTC+1) | Merkocash Salesianos Puertollano | 1:6 (1:2) | Melilla Sport Capital Torreblanca                                                               | Santiago Cañizares, Puertollano |  |
|                                       | Raquel Atencia 9'                | Reporte   | Juliana 4' · Amandinha 12' · Bia 27' · Jhennif 35' · Lydia Torreblanca 37' · Nerea Miralles 40' |                                 |  |

#### At Torcal - Marín
| 6 de diciembre de 2022, 19:00 (UTC+1) | Nueces de Ronda Atlético Torcal            | 3:6 (2:1) | Marín Futsal                                                     | Guadaljaire, Málaga |  |
|                                       | Beatriz Mateos 1' · Kichi 20' · Carmen 38' | Reporte   | Adri 16' · Café 26' 36' · Pau 32' · Silvia Aguete 39' · Ceci 40' |                     |  |

#### Almagro - Roldán
| 6 de diciembre de 2022, 19:30 (UTC+1) | Almagro FS | 0:1 (0:0) (t. s.) | STV Roldán | Gemma Arenas, Almagro |  |
|                                       |            | Reporte           | Toñi 44'   |                       |  |

#### Atlético Navalcarnero - Poio Pescamar
| 6 de diciembre de 2022, 18:00 (UTC+1) | CD Futsi Atlético Navalcarnero                                              | 5:1 (0:0) | Poio Pescamar FS | La Estación, Navalcarnero |  |
|                                       | Ame Romero 21' · Ari 28' · María Sanz 31' · Irene Córdoba 32' · Lorrana 38' | Reporte   | Laura Uña 27'    |                           |  |

#### Alcantarilla - Burela
| 6 de diciembre de 2022, 12:30 (UTC+1) | La Boca te Lía Futsal Alcantarilla  | 2:3 (1:1) (t. s.) | Pescados Rubén Burela FS            | Fausto Vicent, Alcantarilla |  |
|                                       | Melli 14' · Marta de los Riscos 28' | Reporte           | Emilly Marcondes 3' 43' · Peque 23' |                             |  |

#### Teldeportivo - Viaxes Amarelle
| 6 de diciembre de 2022, 18:00 (UTC+1) | Gran Canaria FSF Teldeportivo | 2:0 (2:0) | Viaxes Amarelle FS | Ciudad Deportiva Gran Canaria, Las Palmas de Gran Canaria |  |
|                                       | Gema 13' · Play 16'           | Reporte   |                    |                                                           |  |

#### Ourense Envialia - Móstoles
| 6 de diciembre de 2022, 12:00 (UTC+1) | Ourense CF Envialia              | 2:5 (0:1) | FSF Móstoles                                                          | Los Remedios, Orense |  |
|                                       | Marta Figueiredo 35' · Chiky 37' | Reporte   | Marta Figueiredo 10' · Inma 28' 40' · Julia Forsuik 30' · Rafinha 35' |                      |  |

## Cuartos de final

### Cuadro
| Local                          | Resultado    | Visitante                         |
| ------------------------------ | ------------ | --------------------------------- |
| Arriva AD Alcorcón FSF         | 10–0         | Gran Canaria FSF Teldeportivo     |
| Pescados Rubén Burela FS       | 4–2          | FSF Móstoles                      |
| Marín Futsal                   | 1–2          | STV Roldán                        |
| CD Futsi Atlético Navalcarnero | 2–2 (3:1 p.) | Melilla Sport Capital Torreblanca |

### Partidos

#### Alcorcón - Teldeportivo
| 28 de abril de 2023, 11:00 (UTC+2) | Arriva AD Alcorcón FSF | 10:0 (4:0) | Gran Canaria FSF Teldeportivo | Rey Felipe VI, Boadilla del Monte     |                                       |
|                                    | Clau López 1' · Albita 10' · Laura Oliva 17' · Aída de Miguel 19' · Nere Moldes 21' · Estela García 21' · Marta Nuño 24' · Iraia 26' · Tania Benito 34' · Sofía 37' | Reporte    |                               | Árbitro(s): Óscar Ropero Judith Fraiz | Árbitro(s): Óscar Ropero Judith Fraiz |

#### Burela - Móstoles
| 28 de abril de 2023, 13:30 (UTC+2) | Pescados Rubén Burela FS            | 4:2 (2:2) | FSF Móstoles                | Rey Felipe VI, Boadilla del Monte            |                                              |
|                                    | Peque 7' 40' · Dany Domingos 9' 30' | Reporte   | Alicia Benete 3' · Inma 15' | Árbitro(s): Alberto Carrión Noelia Gutiérrez | Árbitro(s): Alberto Carrión Noelia Gutiérrez |

#### Marín - Roldán
| 28 de abril de 2023, 16:00 (UTC+2) | Marín Futsal      | 1:2 (1:2) | STV Roldán                               | Rey Felipe VI, Boadilla del Monte        |                                          |
|                                    | Silvia Aguete 11' | Reporte   | Noelia Montoro 16' · Consuelo Campoy 19' | Árbitro(s): Jorge Moreno Georgiana Alina | Árbitro(s): Jorge Moreno Georgiana Alina |

#### Atlético Navalcarnero - Torreblanca Melilla
| 28 de abril de 2023, 18:30 (UTC+2)                                               | CD Futsi Atlético Navalcarnero                    | 2:2 (1:0) (t. s.)(3:1 p.)  | Melilla Sport Capital Torreblanca           | Rey Felipe VI, Boadilla del Monte           |                                             |
|                                                                                  | Ame Romero 3' · Irene Córdoba 38'                 | Reporte                    | Nega 27' · Thais 36'                        | Árbitro(s): Fernando Faubell Andrés Botella | Árbitro(s): Fernando Faubell Andrés Botella |
|                                                                                  |                                                   | Tiros desde el punto penal |                                             |                                             |                                             |
|                                                                                  | Leti · Ame Romero · Irene Córdoba · Laura Córdoba |                            | Sara Soares · Thais · Anna Shulha · Juliana |                                             |                                             |
| Se clasifica el Atlético Navalcarnero después de disputar una tanda de penaltis. |                                                   |                            |                                             |                                             |                                             |

## Semifinales

### Cuadro
| Local                  | Resultado | Visitante                      |
| ---------------------- | --------- | ------------------------------ |
| Arriva AD Alcorcón FSF | 1–6       | Pescados Rubén Burela FS       |
| STV Roldán             | 4–2       | CD Futsi Atlético Navalcarnero |

### Partidos

#### Alcorcón - Burela
| 29 de abril de 2023, 13:30 (UTC+2) | Arriva AD Alcorcón FSF | 1:6 (1:2) | Pescados Rubén Burela FS                                                                        | Rey Felipe VI, Boadilla del Monte         |                                           |
|                                    | Clau López 18'         | Reporte   | Dany Domingos 4' · Irene Samper 9' · Patricia Ortega 25' · Emilly Marcondes 28' · Peque 34' 36' | Árbitro(s): Andrés Botella Sara Gutiérrez | Árbitro(s): Andrés Botella Sara Gutiérrez |

#### Roldán - Atlético Navalcarnero
| 29 de abril de 2023, 16:00 (UTC+2) | STV Roldán                                                                          | 4:2 (1:0) | CD Futsi Atlético Navalcarnero | Rey Felipe VI, Boadilla del Monte      |                                        |
|                                    | Alba Gandía 9' · Laura Fernández 26' · Noelia Montoro 34' · Maríangeles Vicente 35' | Reporte   | Becha 24' 28'                  | Árbitro(s): Óscar Ropero Paula Álvarez | Árbitro(s): Óscar Ropero Paula Álvarez |

## Final
| 21          | Bandera de España | Caridad          |  |
| 3           | Bandera de Brasil | Dany Domingos    |  |
| 7           | Bandera de España | Peque            |  |
| 16          | Bandera de España | Irene Samper     |  |
| 99          | Bandera de Brasil | Emilly Marcondes |  |
| Entrenador: | Entrenador:       | Julio Delgado    |  |

| 15          | Bandera de España | Cristina García   |  |
| 3           | Bandera de España | Laura Fernández   |  |
| 8           | Bandera de España | Mayte Mateo       |  |
| 17          | Bandera de España | Lola Martínez     |  |
| 18          | Bandera de España | Consuelo Campoy   |  |
| Entrenador: | Entrenador:       | Joaquín Peñaranda |  |

| 1  | Bandera de Brasil   | Jozy Oliveira   |  |
| 4  | Bandera de Japón    | Yotsui Saki     |  |
| 9  | Bandera de Portugal | Jenny Santos    |  |
| 10 | Bandera de España   | Antía Pérez     |  |
| 20 | Bandera de España   | Patricia Ortega |  |

| 5  | Bandera de España | Maríangeles Villa   |  |
| 11 | Bandera de España | Alba Gandía         |  |
| 16 | Bandera de España | Noelia Montoro      |  |
| 19 | Bandera de España | Mariángeles Vicente |  |
| 20 | Bandera de España | Ángela Górriz       |  |
| 23 | Bandera de España | Carmen García       |  |

| Anotado | 14' | Patricia Ortega | 1-0 |
| Anotado | 24' | Patricia Ortega | 2-0 |
| Anotado | 36' | Irene Samper    | 3-1 |

| Anotado           | 26' | Laura Fernández | 2-1 |
| Anotado · Autogol | 37' | Jenny Santos    | 3-2 |

| Amonestado |  | Antía Pérez |  |

| Amonestado |  | Cristina García |  |
| Amonestado |  | Alba Gandía     |  |
| Amonestado |  | Marian          |  |
| Amonestado |  | Mayte Mateo     |  |
| Amonestado |  | Ángela Górriz   |  |

| 21          | Bandera de España | Caridad          |  |
| 3           | Bandera de Brasil | Dany Domingos    |  |
| 7           | Bandera de España | Peque            |  |
| 16          | Bandera de España | Irene Samper     |  |
| 99          | Bandera de Brasil | Emilly Marcondes |  |
| Entrenador: | Entrenador:       | Julio Delgado    |  |

| 15          | Bandera de España | Cristina García   |  |
| 3           | Bandera de España | Laura Fernández   |  |
| 8           | Bandera de España | Mayte Mateo       |  |
| 17          | Bandera de España | Lola Martínez     |  |
| 18          | Bandera de España | Consuelo Campoy   |  |
| Entrenador: | Entrenador:       | Joaquín Peñaranda |  |

| 1  | Bandera de Brasil   | Jozy Oliveira   |  |
| 4  | Bandera de Japón    | Yotsui Saki     |  |
| 9  | Bandera de Portugal | Jenny Santos    |  |
| 10 | Bandera de España   | Antía Pérez     |  |
| 20 | Bandera de España   | Patricia Ortega |  |

| 5  | Bandera de España | Maríangeles Villa   |  |
| 11 | Bandera de España | Alba Gandía         |  |
| 16 | Bandera de España | Noelia Montoro      |  |
| 19 | Bandera de España | Mariángeles Vicente |  |
| 20 | Bandera de España | Ángela Górriz       |  |
| 23 | Bandera de España | Carmen García       |  |

| Anotado | 14' | Patricia Ortega | 1-0 |
| Anotado | 24' | Patricia Ortega | 2-0 |
| Anotado | 36' | Irene Samper    | 3-1 |

| Anotado           | 26' | Laura Fernández | 2-1 |
| Anotado · Autogol | 37' | Jenny Santos    | 3-2 |

| Amonestado |  | Antía Pérez |  |

| Amonestado |  | Cristina García |  |
| Amonestado |  | Alba Gandía     |  |
| Amonestado |  | Marian          |  |
| Amonestado |  | Mayte Mateo     |  |
| Amonestado |  | Ángela Górriz   |  |